# Topas (szczyt)
Topas (ukr. Топас; 1564 m n.p.m.) – drugi co do wysokości szczyt masywu Połoniny Czerwonej. Znajduje się na Ukrainie w Rejonie tiacziwskim w Obwodzie zakarpackim na południe od wsi Kołoczawa. Na szczycie znajduje się wieża nadawcza.

## Przyroda
Szczyt pokryty jest połoniną, do wysokości 1200 m n.p.m. pokrywają go lasy bukowe

## Topografia
Szczyt znajduje się w mikroregionie Grupa Gropa-Topas-Syhłański Połoniny Czerwonej. Leży na północny zachód od Syhłański oraz na południe od Strimby w Gorganach, oddzielony od niej przełęczą Przysłop (926 m n.p.m.).